# London After Midnight (groupe)
Pour les articles homonymes, voir London After Midnight.
London After Midnight, parfois abrégé en LAM, est un one man band de rock gothique américain, originaire de Los Angeles, en Californie. Il est  formé dans les années 1990 par Sean Brennan.

## Biographie
London After Midnight est formé à Los Angeles, en Californie, au début des années 1990 par l'auteur-compositeur instrumentiste Sean Brennan. Il est généralement considéré comme l'un des actes marquants de la seconde génération du mouvement rock gothique. Il est souvent vu comme ayant fait revivre la scène gothique dans les années 1990. Il joue dans divers clubs au début des années 1990, et joue son premier concert au club de rock gothique de Los Angeles, Helter Skelter.
London After Midnight a un suivi international, avec une large communauté de fans au sein du mouvement gothique. Cependant, dans certaines interview Sean Brennan rejette l'emploi du terme gothique ou autres pour décrire sa musique, considérant les étiquettes comme étant « artistiquement limitatives ». Le membre live Eddie Hawkins quitte le groupe pendant la moitié d'une décennie, puis revient entre 2003 et 2005.

## Membres

### Membre actuel
- Sean Brennan - chant, guitare, basse, violoncelle, violon, programmation, batterie, synthétiseur (depuis 1989)

### Membres live

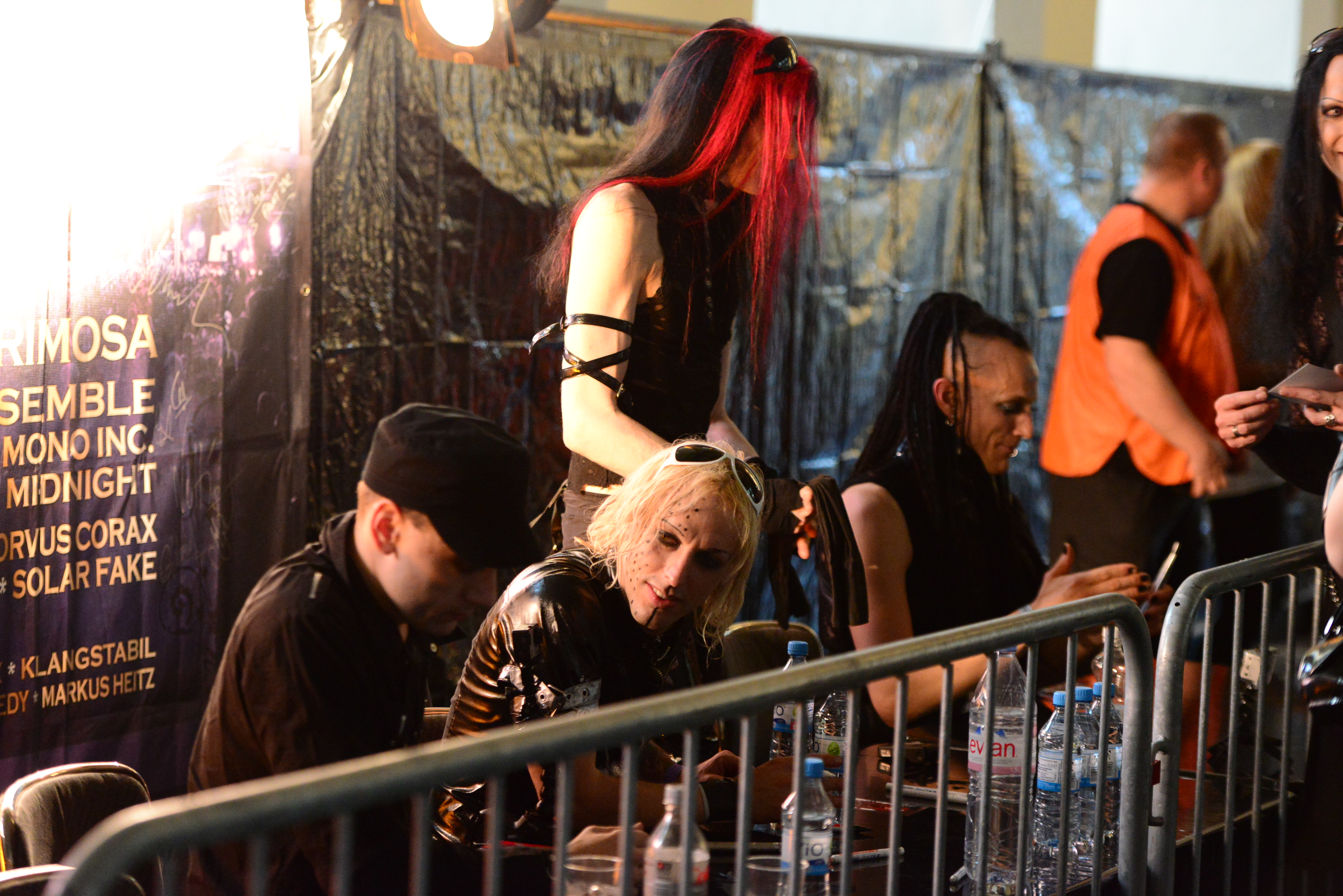
London After Midnight à l'Amphi Festival 2014

- Eddie Hawkins - guitare (1989, 2003-2005)
- Joe S. - batterie (depuis 2000)
- Tamlyn  - synthétiseur, samplers (depuis 1989)
- Randy Mathias - basse (depuis 2005)

## Discographie

### Albums studio
- 1992 : Selected Scenes from the End of the World
- 1995 : Psycho Magnet
- 1998 : Oddities
- 2007 : Violent Acts of Beauty

### EP
- 1995 : Kiss

### Démos
- 1990 : London After Midnight
- 1993 : Ruins